# ياقوت الصوري
جابر ياقوت الصوري لاعب كرة قدم مصري راحل، كان لاعِباً بنادي الاتحاد السكندري وكان يجيد اللعب في خط الدفاع.
شارك مع منتخب مصر في بطولة كأس العالم 1934 في إيطاليا حيث خرج من الدور الثمن النهائي.
بعد الاعتزال شارك في الحياة الرياضية لكن في النواحى الادارية فأصبح عضوا بمجلس إدارة نادى الاتحاد السكندرى في الاربعينيات من القرن العشرين .

## وصلات خارجية
- ياقوت الصوري على موقع الاتحاد الدولي (مؤرشف)  (الإنجليزية)
- ياقوت الصوري على موقع عالم كرة القدم.نت (الإنجليزية)
- ياقوت الصوري على موقع أوليمبيديا (الإنجليزية)
- هذا سيرة ذاتية